# Centrale solaire orbitale
Pour les articles homonymes, voir CSO, SPS et CSS.

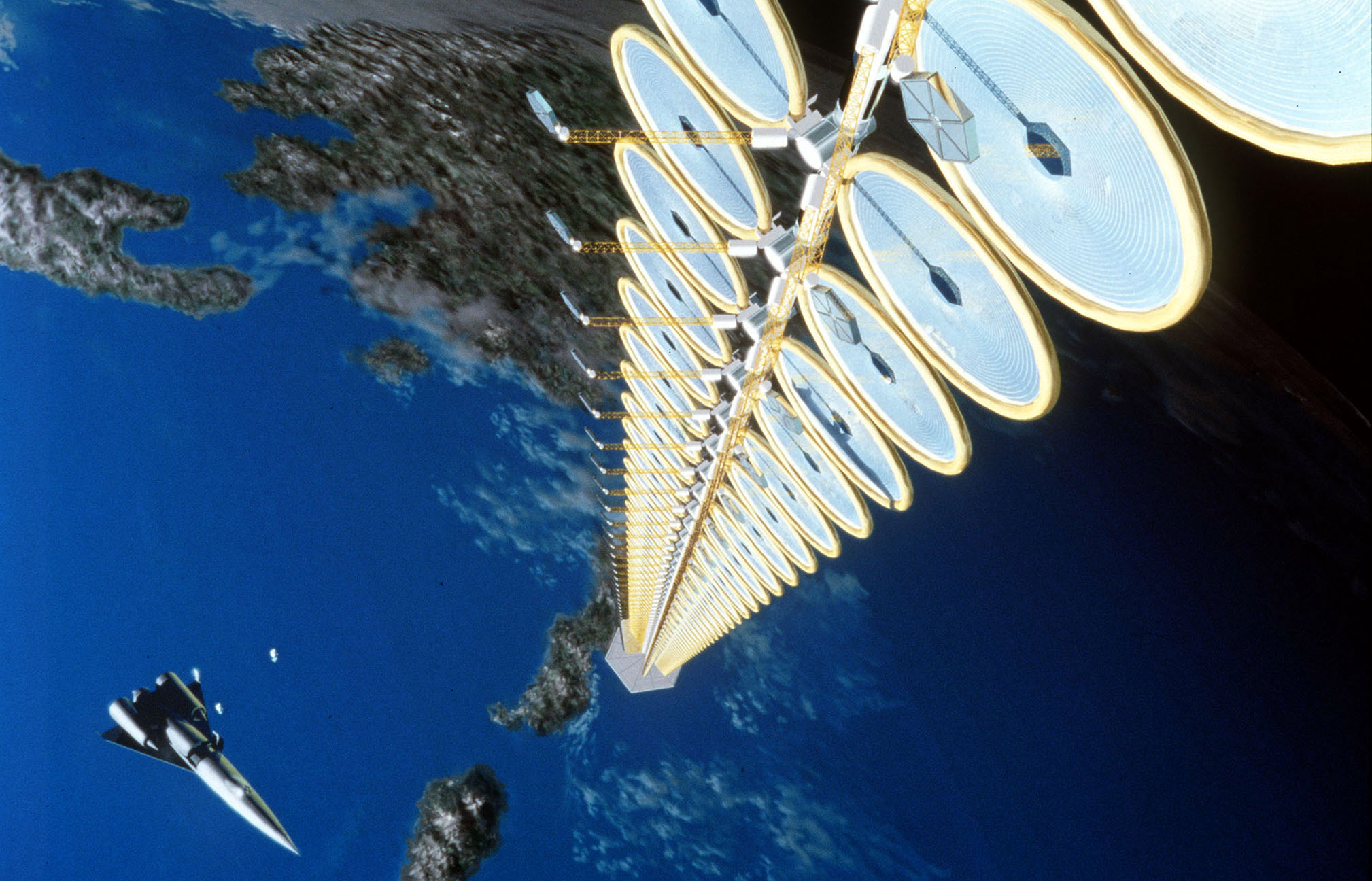
Projet de la NASA d'une centrale solaire orbitale de type tour solaire qui pourrait pratiquer une transmission d'énergie sans fil vers un vaisseau spatial ou un récepteur planétaire.

Une centrale solaire orbitale (CSO), satellite de puissance solaire (SPS) ou centrale solaire spatiale (CSS), serait un satellite artificiel construit en orbite haute qui utiliserait une transmission d'énergie par micro-ondes ou par laser pour envoyer de l'énergie solaire à une très grande antenne sur Terre où elle pourrait être utilisée à la place de sources d'énergie conventionnelles et polluantes.
L'avantage de placer une centrale solaire en orbite, est qu'elle n'y serait pas affectée par les cycles jour-nuit, la météo et les saisons, en raison de sa vue constante du Soleil.
Cependant, les coûts de construction sont très élevés, et la CSO ne sera pas capable de concurrencer les sources d'énergie actuelles à moins que ne soit découvert un moyen de réduire le coût des lancements ou qu'une industrie spatiale soit développée afin qu'on puisse construire ce type de centrales à partir de matériaux pris sur d'autres planètes ou astéroïdes à basse gravité.

## Historique

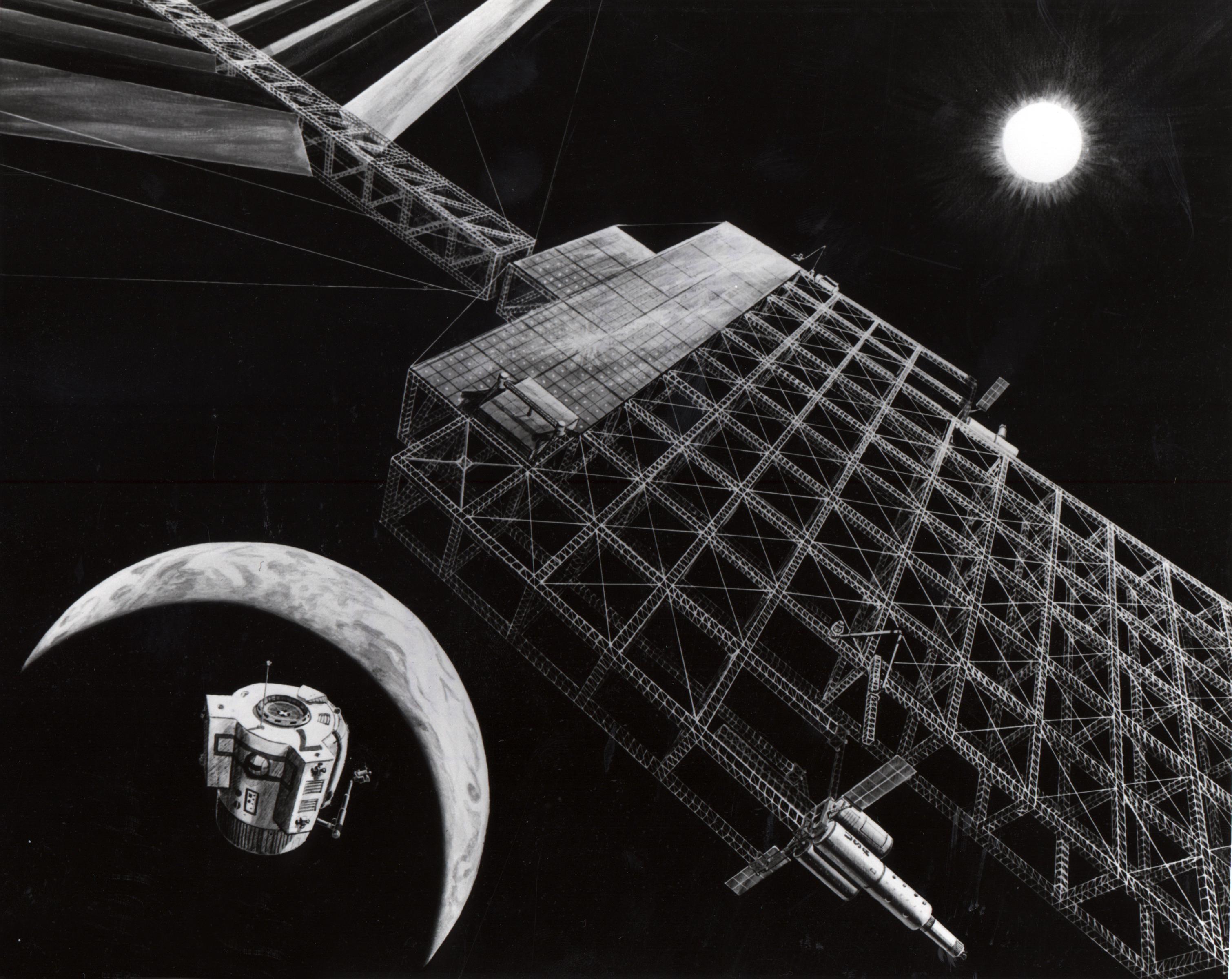
Projet de centrale solaire orbitale NASA, 1976

- 1968 : Peter Glaser présente l'idée[1].

- 1975 : démonstration de transmission d'énergie sans fil aux États-Unis sur 1,5 km[2],[3].

- 1977 : début des études jointes NASA - Département de l'Énergie des États-Unis

 (coût 50 millions de dollars)

- 1982 : études Boeing[6].

- 1995 : Étude fresh look de la NASA[7].

- 1998 : démonstration de transmission d'énergie sans fil par micro-ondes à Grand Bassin, La Réunion[8].

- 1999 : étude SERT de la NASA (22 millions de dollars)[5], étude de la DLR[9],[10].

- 2003 : études de l'ESA[11], présentation au Sénat[12],[13].

- 2008 : démonstration de transmission d’énergie sans fil par micro ondes sur 148 km à hawaii[14].

- 2009 : un consortium d'entreprises japonaises (Mitsubishi[15] et IHI...) mené par la JAXA annoncent leur participation à un projet,[16],[17].

- 2010 : EADS Astrium annonce un projet avec pour objectif 10 kW au sol[18].

## Modèles étudiés
Modèle de référence 1979 : parallélépipède de 10 km sur 5 km sur 0,5 de profondeur en orbite géostationnaire, antenne de 1 km de diamètre, 5 gigawatts au sol, évalué à 250 milliards de dollars pour le premier satellite.
- disque solaire : 6 km de diamètre, 5 gigawatts au sol, orbite géo, évalué à 50 milliards de dollars[7].
- tour solaire Nasa : 15 km de long, orbite leo ou meo, 250 mégawatts au sol, évalué à 15 milliards de dollars[7]

## Mission de démonstration
En 2010 aux États-Unis, une mission de démonstration a été évaluée à 1,3 milliard de dollars. Elle comprendrait un satellite démonstrateur équipé d'un générateur de micro-ondes, ainsi que la construction d'un champ d'antennes redresseuses au sol avec un laser installé en son centre pour en guider le pointage,.
Une démonstration à bord de l'ISS a été également proposée,, ainsi que des SPS martiens et lunaires pour alimenter des rovers.

## Construction depuis l'espace

### Depuis des matériaux lunaires
Gerard K. O'Neill a proposé de les construire depuis des matériaux récupérés depuis la lune à l'aide d'une catapulte électromagnétique installée sur celle-ci. La société Convair a évalué cette idée en 1979 pour la NASA entre 160  et   300 milliards de dollars de l'époque.

### Sur la lune
David Criswell a proposé de les construire sur la lune en utilisant les matériaux locaux à l'aide de robots télécommandés et d'usines partiellement auto reproductrices (mission de démonstration évaluée 60 milliards de dollars),,,.

### Depuis un astéroïde
Il a été également proposé d'utiliser les ressources d'un astéroïde pour s'affranchir d'une partie des coûts de lancements depuis la terre,.

### Galerie Construction depuis l'espace

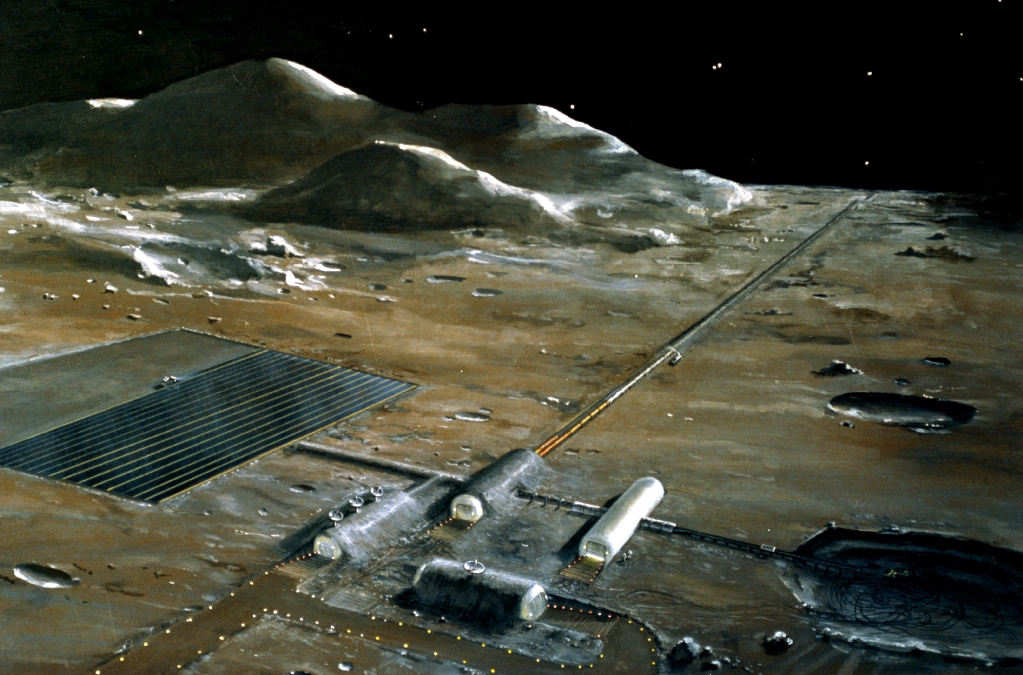
Une catapulte électromagnétique sur la lune.Illustration Nasa
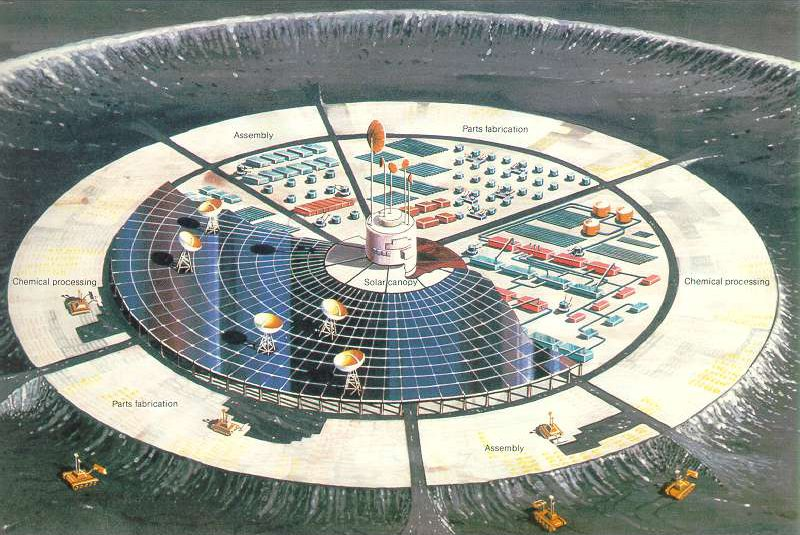
Une usine robotique partiellement auto reproductrice.Illustration Nasa
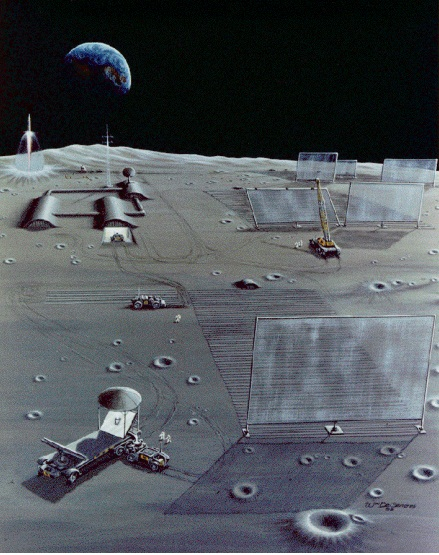
Emetteurs micro ondes sur la lune, grue robotique, rover télécommandé.Illustration Nasa
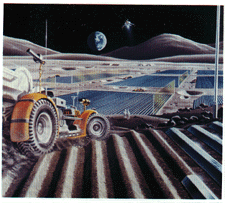
Champs de panneaux solaires sur la lune.Illustration Nasa
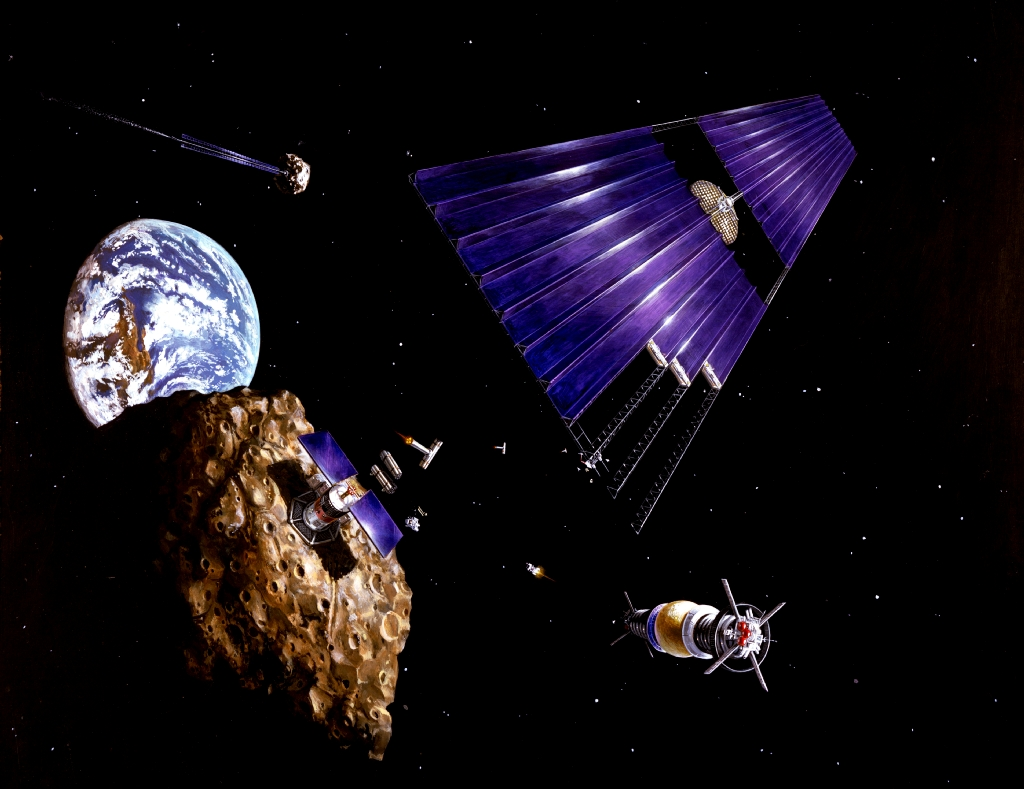
Un satellite de puissance solaire construit depuis un asteroide.Illustration Nasa

### Radio
- « Solaire spatial : tu veux ma photovoltaïque ? », La Science, CQFD, France Culture, 11 mai 2023.

### Vidéos
- (fr) Présentation canadienne 2009
- (en) Présentation Agence spatiale européenne (ESA) * (en) Présentation Agence spatiale japonaise (JAXA)
- (en) Documentaire DVD de la NASA - Explorer de nouvelles frontières pour les besoins énergétiques de demain (90 min)
- (en) Documentaire Future Channel - Alimenter la planète (20 min)

### Texte
- (fr) Présentation au sénat en 2003
- (fr) Où capter l’énergie solaire ? Comparaison des concepts spatiaux et terrestres ESA Advanced Concepts Team 2004
- (en) Le site de l'ESA sur les centrales solaires orbitales
- (en) Bibliothèque sur le solaire spatial de la National Space Society
- (en) Union radio-scientifique internationale - Historique international des recherches sur les centrales solaires spatiales livre blanc 2007
- (en) Académie internationale d'astronautique - Une énergie verte depuis l'énergie solaire spatiale - Rapport 2011